# (11776) Milstein
(11776) Milstein (3460 T-3) – planetoida z pasa głównego asteroid okrążająca Słońce w ciągu 5,67 lat w średniej odległości 3,18 j.a. Odkryta 16 października 1977 roku.